# Pablo Tschirsch
Pablo Juan Tschirsch (Leandro N. Alem, provincia de Misiones, 11 de septiembre de 1952) es un político y pastor evangélico argentino. Fue el vicegobernador de la provincia de Misiones entre los años 2003 y 2007.

## Biografía
Tschirsch nació en la ciudad de Leandro N. Alem, en el centro de la provincia de Misiones. Está casado y tiene dos hijos. Realizó sus estudios en el Instituto Teológico Bautista de Misiones.
Fue titular de la Cátedra de Evangelismo y Misionología y director del departamento de Misionología del Instituto Teológico Bautista de Misiones. 
En lo político, fue presidente del Consejo Deliberante de la municipalidad de Leandro N. Alem. En el año 2000 asume como Ministro de Cultura y Educación de la provincia, cargo que ocupó hasta el 2003, cuando fue elegido vicegobenador en la fórmula que acompañó a Carlos Rovira por el Frente Renovador de la Concordia.
En 2007, se alejó del Frente Renovador de la Concordia, para pasar a formar parte del partido de Néstor Kirchner, el Frente para la Victoria, y así presentarse a candidato a gobernador en las elecciones de octubre del año 2007, donde obtuvo un segundo lugar.
En ese mismo año, se vio envuelto en una polémica, tras decirse que no tenía el título de profesor, puesto que el Instituto Teológico Bautista de Misiones en primer lugar no es oficial. Es decir, no está reconocido por el Ministerio de Educación y por ende no puede expedir un título de profesorado.
En 2009, fue elegido diputado provincial por el peronismo federal, cargo que ocupó hasta 2011.